# Ditrichophora wirthi
Ditrichophora wirthi är en tvåvingeart som beskrevs av Ichiro Miyagi 1977. Ditrichophora wirthi ingår i släktet Ditrichophora och familjen vattenflugor. Inga underarter finns listade i Catalogue of Life.